# Vattenplanet

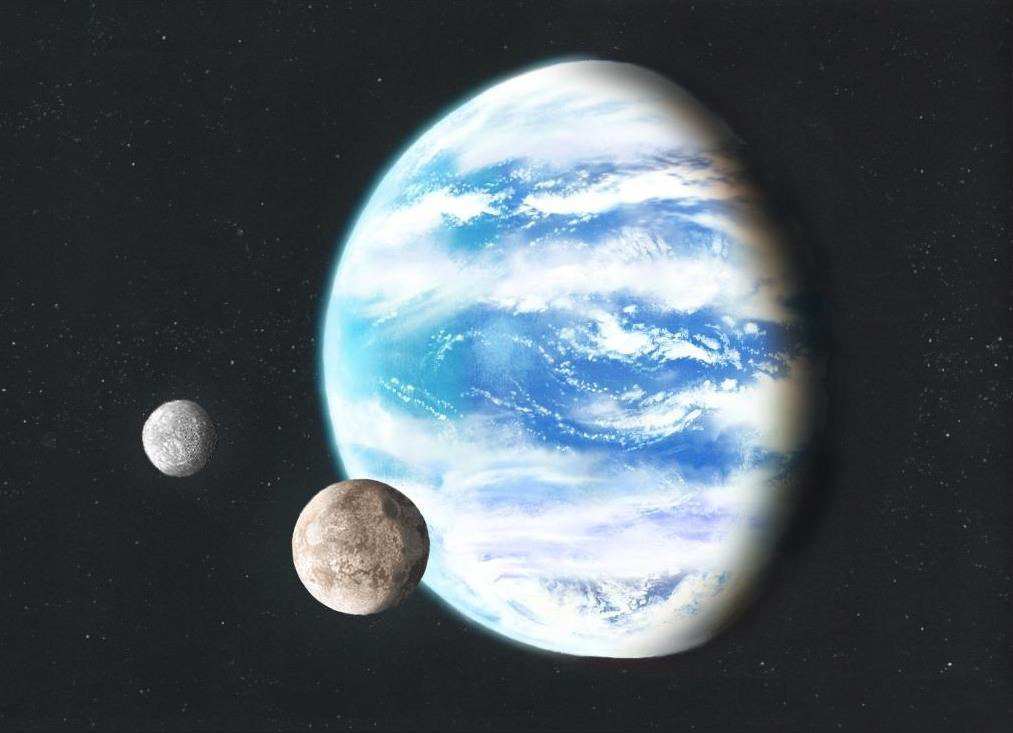
Konstnärs föreställning av vattenplanet med två naturliga satelliter

En vattenplanet är en typ av planet vars yta täcks helt av flytande vatten. Det kan vara en planet med ett hav som täcker hela ytan med vatten, eller en planet med ett hav under hela ytan. 
Flera exoplaneter är kandidater för vattenplaneter. Ett exempel är exoplaneten Gliese 1214 b, vilken är en planet som kretsar väldigt nära sin röda dvärgstjärna, och har en temperatur lika hög som på Venus. Dock kan trycket av atmosfären göra vattnet flytande. Andra kandidater är planeterna i Trappist-1 systemet.
Jorden, vars yta till ungefär 70 % är täckt av vatten, har ibland liknats vid en vattenplanet.